# Dukla Banská Bystrica
Dukla Banská Bystrica (código UCI: DKB) é um equipa ciclista profissional eslovaca de categoria Continental.

## Ciclistas destacados
Pelas fileiras da equipa têm passado ciclistas como os irmãos Peter e Martin Velits (2004). Outro par de irmãos,  Juraj (2007-2009) e Peter Sagan (2009) competiram pela equipa. Actualmente conta com Matej Jurco.

## Sede
A sede da equipa encontra-se na cidade de Trencin.

## Material ciclista
Desde 2012 a equipa utiliza bicicletas Trek, anteriormente utilizou Merida.

## Classificações UCI
A partir de 1999 e até 2004 a UCI estabelecia uma classificação por equipas divididas em categorias (primeira, segunda e terceira). A classificação da equipa e do seu ciclista mais destacado foi a seguinte:
| Ano  | Categoria | Classificação por equipas | Melhor corredor | Posição |
| 2004 | Terça     | 37º                       | Maroš Kováč     | 684º    |

A partir de 2005 a UCI instaurou os Circuitos Continentais da UCI, onde a equipa está desde que se criou dita categoria. Tem participado em carreiras de vários circuitos, com o qual tem estado nas classificações do UCI Europe Tour Ranking, UCI America Tour Ranking e UCI Asia Tour Ranking e UCI Africa Tour Ranking. As classificações da equipa e do seu ciclista mais destacado são as seguintes:

### UCI Africa Tour
| Temporada | Classificação por equipas | Melhor corredor  | Posição |
| 2005      | 4º                        | Maroš Kováč      | 20º     |
| 2005-2006 | 7º                        | Maroš Kováč      | 55º     |
| 2006-2007 | 2º                        | Ján Šipeky       | 7º      |
| 2007-2008 | 6º                        | Roman Broniš     | 16º     |
| 2008-2009 | 19º                       | Juraj Sagan      | 132º    |
| 2010-2011 | 10º                       | Maroš Kováč      | 35º     |
| 2011-2012 | 9º                        | Michal Kolář     | 45º     |
| 2012-2013 | 8º                        | Maroš Kováč      | 50º     |
| 2016      | 12º                       | Patrik Tybor     | 61º     |
| 2017      | 11º                       | Jan Andrej Cully | 65º     |
| 2018      | 10º                       | Juraj Bellan     | 57º     |

### UCI America Tour
| Temporada | Classificação por equipas | Melhor corredor | Posição |
| 2008-2009 | 34º                       | Maroš Kováč     | 240º    |
| 2009-2010 | 32º                       | Matej Jurčou    | 248º    |
| 2010-2011 | 35º                       | Maroš Kováč     | 326º    |
| 2016      | 44º                       | Patrik Tybor    | 358º    |

### UCI Asia Tour
| Temporada | Classificação por equipas | Melhor corredor | Posição |
| 2005-2006 | 38º                       | Maroš Kováč     | 209º    |
| 2007-2008 | 32º                       | Roman Broniš    | 87º     |
| 2010-2011 | 68º                       | Matej Jurčou    | 333º    |
| 2017      | 68º                       | Patrik Tybor    | 194º    |

### UCI Europe Tour
| Temporada | Classificação por equipas | Melhor corredor | Posição |
| 2005      | 84º                       | Maroš Kováč     | 192º    |
| 2005-2006 | 71º                       | Maroš Kováč     | 175º    |
| 2006-2007 | 66º                       | Maroš Kováč     | 195º    |
| 2007-2008 | 61º                       | Roman Broniš    | 134º    |
| 2008-2009 | 54º                       | Peter Sagan     | 64º     |
| 2009-2010 | 64º                       | Maroš Kováč     | 147º    |
| 2010-2011 | 73º                       | Matej Jurčou    | 242º    |
| 2011-2012 | 76º                       | Maroš Kováč     | 174º    |
| 2012-2013 | 43º                       | Michal Kolář    | 119º    |
| 2013-2014 | 47º                       | Erik Baška      | 71º     |
| 2015      | 76º                       | Patrik Tybor    | 213º    |
| 2016      | 98º                       | Maroš Kováč     | 810º    |
| 2017      | 91º                       | Patrik Tybor    | 424º    |
| 2018      | 83º                       | Marek Čanecký   | 710º    |
| 2019      | 49º                       | Patrik Tybor    | 384º    |

## Palmarés
Para anos anteriores, veja-se Palmarés da Dukla Banská Bystrica

### Palmarés de 2020

#### Circuitos Continentais da UCI
| Datas | Circuito | Carreiras | Ganhador |

#### Campeonatos nacionais
| Datas | Carreiras | Ganhador |

## Plantel
Para anos anteriores, veja-se Elencos da Dukla Banská Bystrica

### Elenco de 2020
| Nome              | Nascimento | Nacionalidade | Equipa de 2019        |
| Juraj Bellan      | 30/01/1996 | Eslováquia    | Dukla Banská Bystrica |
| Marek Čanecký     | 17/06/1988 | Eslováquia    | Dukla Banská Bystrica |
| Martin Chren      | 08/05/1999 | Eslováquia    | Dukla Banská Bystrica |
| Ján Andrej Cully  | 09/12/1995 | Eslováquia    | Dukla Banská Bystrica |
| Martin Haring     | 24/12/1986 | Eslováquia    | Dukla Banská Bystrica |
| Lukáš Kubiš       | 31/01/2000 | Eslováquia    | Dukla Banská Bystrica |
| Pavol Rovder      | 09/04/2001 | Eslováquia    | Neoprofissional       |
| Patrik Tybor      | 16/09/1987 | Eslováquia    | Dukla Banská Bystrica |
| Jakub Varhaňovský | 17/02/1999 | Eslováquia    | Dukla Banská Bystrica |
| Martin Vlčák      | 23/07/1998 | Eslováquia    | Dukla Banská Bystrica |